# Broughton (Lancashire)
Broughton is een civil parish in het bestuurlijke gebied Preston, in het Engelse graafschap Lancashire met 1722 inwoners.